# Ermita de Nuestra Señora del Rosel (Ademuz)
La ermita de Nuestra Señora del Rosel es un templo católico situado en la villa de Ademuz, capital del Rincón de Ademuz, comarca de la provincia de Valencia, España.

## Descripción
La ermita de Nuestra Señora del Rosel constituye un pequeño oratorio de planta cuadrada, cubierto de cúpula sobre pechinas, con fachada de arco de medio punto y pequeño presbiterio, sin capillas laterales. La cubierta es a cuatro aguas, con teja árabe. La ermita se halla ubicada en un paraje a orillas del río Bohílgues, afluente del Turia, rodeado de abundante vegetación, huertas y acequias.

## Historia
Su construcción data del siglo XVIII, vecina a un antiguo embarcadero de maderas, que se transportaban desde este último río hasta la ciudad de Valencia. El paraje del Rosel fue creciendo urbanísticamente desde entonces, sumándose la concurrida Posada del Rosel, que acogía arrieros, un aserradero de maderas y varias casas. Sin culto desde 1936, la ermita fue restaurada en la década de 1970 por los vecinos del barrio del Rosel.
La advocación del Rosel es escasa en el ámbito de la Comunidad Valenciana, desconociéndose su vinculación con la villa de Ademuz.